# Baldratia jaxartica
Baldratia jaxartica är en tvåvingeart som beskrevs av Fedotova 1992. Baldratia jaxartica ingår i släktet Baldratia och familjen gallmyggor.
Artens utbredningsområde är Kazakstan. Inga underarter finns listade i Catalogue of Life.